# 힙실로포돈
힙실로포돈(Hypsilophodon)은 길이 1.5~2미터이고, 몸무게 20kg인 백악기 전기(1억 3000만년전 ~ 1억 2500만년) 전에 살았던 조반목 조각류 힙실로포돈과 공룡이다.
예전의 과학자들은 힙실로포돈이 나무를 타며 생활했을 것이라고 믿었다. 이 공룡의 몸통이 오늘날의 나무타기캥거루와 비슷하기 때문이다. 하지만 그 동안의 연구 결과 이 공룡의 발이 나무를 타기에는 적당하지 않고, 오히려 빠르게 달리는 것에 적합하다는 것이 밝혀졌다. 그리고 머리는 작고 꼬리는 몸길이의 절반을 차지할정도로 길다 뼈속이 비어 있어 몸이 가볍고 뒷다리가 튼튼해 매우 빨리 달릴수 있었다. 그리고 육식공룡의 공격을 받으면 빠른 발로 재빨리 도망쳐 위험을 피했다.

1849년에 영국에서 멘텔과 오언에 의해 발견되었다.
1869년에 영국에 고생물학자 토머스 헨리 헉슬리가 이 화석이 힙실로포돈이라는 공룡이라는 것을 밝혀냈다.
별명은 '골이 깊은 이빨'이고, 속명은 '힙실로퍼스 이빨'이다.